# Бодмер, Иоганн Якоб
Иога́нн Я́коб Бо́дмер (нем. Johann Jakob Bodmer, 19 июля 1698, Грейфензее, близ Цюриха — 2 января 1783, Цюрих) — швейцарский писатель, филолог, литературный критик.

## Биография

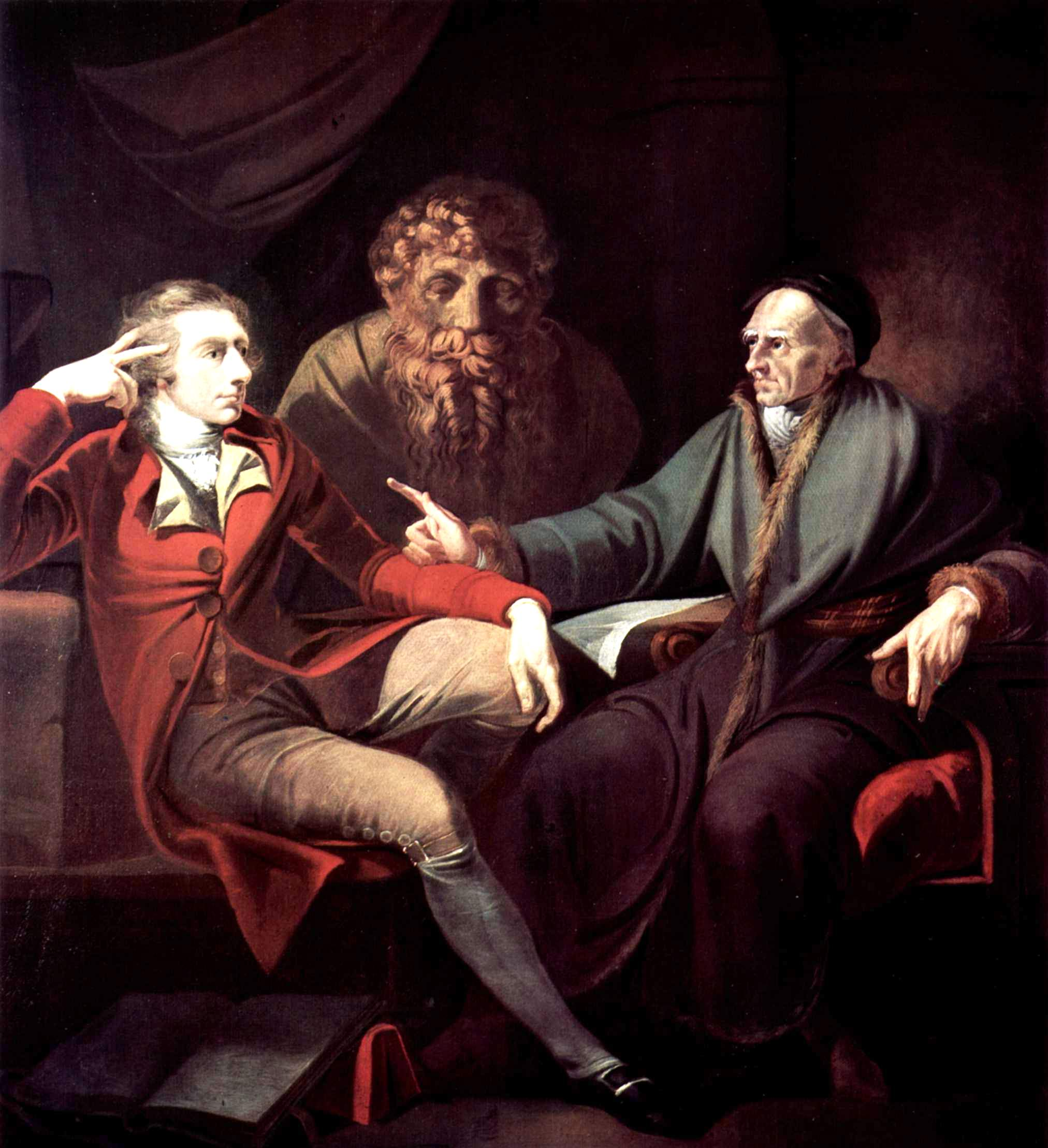
И. Г. Фюсли. Иоганн Генрих Фюсли беседует с Бодмером. 1778-1781. Кунстхаус, Цюрих

Иоганн Якоб Бодмер родился 19 июля 1698 в Грейфензее близ города Цюриха, в семье пастора, изучал сначала богословие, но затем посвятил себя литературе и истории . 
В 1725 году он получил место профессора истории и политики в цюрихской гимназии, в 1737 году сделался членом Большого совета и принимал горячее участие во всех общественных делах, но после смерти жены и детей удалился в своё имение.
Переводчик Гомера и Мильтона, пропагандист английской литературы, издатель сочинений миннезингеров и части «Песни о Нибелунгах». Боролся с господствовавшим в немецкоязычной литературе классицизмом. Оказал влияние на формирование швейцарского художника Иоганна Генриха Фюсли. 